# Света Богородица Палеофоритиса
„Света Богородица Палеофоритиса“ или Пантанаса (на гръцки: Παναγία Παλιοφορίτισσα, Παντάνασσα) е късносредновековна православна църква в южномакедонския град Бер (Верия), Егейска Македония, Гърция. Храмът е част от енория „Св. св. Петър и Павел“.

## История
Църквата е издигната в XV век, като след серия промени в XVIII век става трикорабна базилика. Във вътрешността са запазени ценни стенописи от XV, XVI и XVIII век – 1705, 1730 година-  при митрополит Йоаким III.
В 1924 година църквата е обявена за паметник на културата.